# Év Kiállítása díj
Az Év Kiállítása díj a Pulszky Társaság – Magyar Múzeumi Egyesület által kiírt országos szakmai díj, melyet 2010-ben alapított a Társaság. Az évente adományozott szakmai kitüntetés a muzeális intézmények kiállítások megvalósításában megnyilvánuló tudományos felkészültséget, kreativitást, a közönséggel való kapcsolatteremtő képességet jutalmazza, egy múzeum állandó vagy időszaki kiállítását elismerve. A díj átadására a Múzeumok Majálisán kerül sor. A kilenc főből álló bizottság emellett különdíjat és okleveles elismerést is átad.

## Díjazottak

### 2011
- Szabadtéri néprajzi múzeum (Szentendre): Észak-magyarországi falu tájegysége (kurátor: Nagyné dr. Batári Zsuzsanna)

### 2012
- Petőfi Irodalmi Múzeum (Budapest): Ki vagy én? Nem mondom meg… Petőfi választásai

### 2013
- Magyar Bencés Kongregáció Pannonhalmi Főapátság (Pannonhalma): Van egy kert – Útikalauz monostori kertekhez

### 2014
- Rippl-Rónai Múzeum – Emlékház és Látogatóközpont, Római-villa (Kaposvár): Új állandó kiállítás

### 2015
- Herman Ottó Múzeum (Miskolc): „Elit alakulat” – A Kárpát-medence leggazdagabb honfoglalás kori temetői című kiállítás
- József Attila Emlékhely (Budapest): Eszmélet című kiállítás

### 2017
- Országos Színháztörténeti Múzeum és Intézet (Budapest): Háromszázezer magas Cé – Simándy 100 (kurátorok: Simándi Katalin és Sipőcz Mariann, látvány: Mihalkov György)

### 2018
- Soproni Múzeum (Sopron): Macskakő Gyermekmúzeum és közösségi tér (kurátorok: Tóth Imre, Martos Virág, Szabadhegyi Zita)

### 2021
- Szabadtéri Néprajzi Múzeum (Szentendre): Vagonlakók – Trianon árvái (kurátor: Szegedy-Kloska Tamás, látványtervező: Hugyecsek Balázs)

### 2022
- Szabadtéri Néprajzi Múzeum (Szentendre): Erdély épületegyüttes (vezető kurátorok: dr. Cseri Miklós, dr. Sári Zsolt, Nagyné dr. Batári Zsuzsanna, látványtervező: Heonlab Kft.)

## Különdíj

### 2016
- Bodrogközi Múzeumporta (Cigánd): Sőregi-ház

### 2017
- BTM Kiscelli Múzeum (Budapest): #moszkvater – A Széll Kálmán tér története (kurátorok: Simonovics Ildikó és Maczó Balázs)

### 2018
- Petőfi Irodalmi Múzeum (Budapest): Arany 200 busz (alkotói: Szilágyi Judit kurátor, Mag Ildikó látványtervező, Mezei Ildikó grafikus)
- Szabadtéri Néprajzi Múzeum (Szentendre): Hé 67! (kurátor Sári Zsolt)

## Okleveles elismerés

### 2013
- Móra Ferenc Múzeum (Szeged): Aranyecset – Munkácsy Szegeden
- Petőfi Irodalmi Múzeum (Budapest): Mi mennyi? – Örkény István százéves
- Postamúzeum (Budapest): Új állandó kiállítás

### 2014
- BTM – Aquincumi Múzeum (Budapest): Műtárgymesék. Fővárosi régészeti értékeink másként című kiállítása
- Iseum Savariense Régészeti Műhely és Tárház (Szombathely): Isis savariai otthona című kiállítás
- Óbudai Múzeum (Budapest): A Goldberger…
- Petőfi Irodalmi Múzeum (Budapest): A megmozdult szótár. 100 éve született Weöres Sándor
- Semmelweis Orvostörténeti Múzeum, Könyvtár és Levéltár (Budapest): A Semmelweis ikon című kiállítás

### 2015
- Katona József Múzeum (Kecskemét): Hazatérnek… 1914-2014
- Magyar Természettudományi Múzeum (Budapest): Múmiavilág
- Móra Ferenc Múzeum (Szeged): A fáraók Egyiptoma
- Néprajzi Múzeum (Budapest): Kő kövön. Töredékek a magyar vidéki zsidóság kultúrájáról
- Szabadtéri Néprajzi Múzeum (Szentendre) A bárányok nem hallgatnak. A juhtartás és a pásztorélet európai öröksége

### 2016
- BTM Aquincumi Múzeuma (Budapest): Wellness az ókorban – Fürdőkultúra Aquincumban
- PIM Kazinczy Ferenc Múzeum (Sátoraljaújhely): Erdőnjárók kalauza – Zempléni tájak természeti értékei
- Katona József Múzeum (Kecskemét): A beszélő köntös
- Rómer Flóris Művészeti és Történeti Múzeum (Győr): Képek egy eltűnt világból. Gróf Batthyány Gyula gyűjteményes kiállítása

### 2017
- Dobó István Vármúzeum (Eger): „Lőpor füst – kövek között” Kazamata kiállítás (kurátorok: Buzás Gergely, Kelenik József)
- Magyar Természettudományi Múzeum: „igéző virágok szemlélésében” – Haynald Lajos hagyatékacímű időszaki kiállítása (alkotói: Bauer Norbert, Bajzáth Judit, Kovács Eszter, Katus Magdolna)
- Paksi Városi Múzeum (Paks): Paksi Metszet című állandó kiállítása (alkotói: Váradyné Péterfi Zsuzsanna, Fűköh Levente, Balogh András)
- Pesterzsébeti Múzeum (Budapest): “Doktor úr kérem…” Egészség-ügyek és orvos történetek Pesterzsébeten a XX. században című időszaki kiállítása (alkotói: D. Udvary Ildikó, Benyovszky Tóth Anita, Gulyás Péter, Göröcs Zsuzsanna)
- Tatabányai Múzeum (Tatabánya): Metamorfózis – Ember és természet kapcsolata az Által-ér völgyében című állandó kiállítása (alkotói: Altdorferné Pál Gabriella, Fűrészné Molnár Anikó, Kisné Cseh Julianna, Kiss Vendel)

### 2018
- Móricz Pál Városi Könyvtár és Helytörténeti Gyűjtemény (Hajdúnánás): Megtalált bőröndök című időszaki kiállítása (alkotói: Darócziné Bordás Andrea, Bencze Andrea, Nagy Beatrix és a Kőrösi Csoma Sándor Református Gimnázium 9. A osztályának tanulói)
- Szabó Magda Emlékház (Debrecen): „Én az életet kaptam itt” (kurátorok: Keczán Mariann és Gáborjáni Szabó Botond)
- Móra Ferenc Múzeum (Szeged): Páratlanok – A szegedi papucs története (kurátor: Bárkányi Ildikó, koordinátor: Rostás Mónika)
- Ferenczy Múzeumi Centrum (Szentendre): Ezüstkor. Szentendre századfordító évtizedei, a modern város kezdetei (1870–1920) (kurátorok: Tyekvics Árpád, Szigetiné Tóth Judit és Péterffy Gergely)